# 디미트리스 아브라모풀로스
디미트리스 아브라모풀로스(그리스어: Δημήτρης Αβραμόπουλος, 1953년 6월 6일 ~ )는 그리스의 외교관, 정치인이다. 그는 오랫동안 정치계에서 활동하며 그리스 국방장관(2013~2014, 2011~2012). 외교장관(2012~2013), 보건·사회연대 장관(2006~2009), 관광장관(2004~2006), 그리고 아테네 시장(1995~2002)을 지냈다.